# Bielojad olbrzymi
Bielojad olbrzymi (Dendroctonus micans) - gatunek owada z rzędu chrząszczy.
Rójka
Przebiega rozciągnięta w czasie: od maja do sierpnia, (najczęściej w czerwcu), w chodniku macierzystym lub w miejscu żeru uzupełniającego.
Wygląd
Złoże jaj po 100–150 sztuk umieszczone jest wprost w chodniku macierzystym (bez nyż jajowych). Larwa beznoga (jak u wszystkich kornikowatych), barwy białej, z jasnobrunatną głową. Poczwarka typu wolnego, barwy białej, kolebka poczwarkowa między korą a drewnem. Imago długości 7,0–9,5 mm. Jest największym kornikiem w faunie Polski. Chrząszcz krępy, walcowaty, smolisto-czarny do rdzawobrunatnego, gęsto rdzawo owłosiony, lśniący. Przedplecze u nasady nieco węższe od pokryw, zwężające się gruszkowato w kierunku głowy. Wzdłuż środka przedplecza przebiega gładka, słabo wyraźna linia. Głowa duża, widoczna spod przedplecza. Pokrywy szorstko urzeźbione, regularnie punktowane. Długość pokryw jest dwa razy dłuższa od przedplecza. Ścięcie pokryw sklepione, łukowato zaokrąglone. Samica większa od samca (dymorfizm płciowy).
Występowanie
Występuje w Eurazji od Sachalinu i Japonii (wyspa Hokkaido), poprzez Syberię, do środkowej Francji oraz lokalnych ognisk w Wielkiej Brytanii. W Polsce pospolity (choć w mniejszym stopniu niż np. kornik drukarz).
Pokarm
Żeruje głównie na świerku, rzadziej na sośnie pospolitej, modrzewiu i jodle. W Polsce często opanowuje świerki obcego pochodzenia (zwłaszcza świerk sitkajski). Zasiedla dolną część strzały i nasadę korzeni drzew zdrowych. W miejscach ocienionych żerowiska mogą być umiejscowione 2–3 m nad ziemią, w miejscach nasłonecznionych w zasadzie w szyi korzeniowej – 20–30 cm nad ziemią.
Znaczenie
W Polsce szkody gospodarcze może wyrządzać w drzewostanach świerka pospolitego znajdujących się w sąsiedztwie drzewostanów świerka sitkajskiego (w lasach doświadczalnych, parkach).